# Sępolno Małe
Sępolno Małe est une localité polonaise de la gmina mixte de Biały Bór située dans le powiat de Szczecinek en voïvodie de Poméranie-Occidentale. Elle se trouve à environ 23 km au nord-est de Szczecinek et 159 km à l'est de la capitale régionale Szczecin.

## Géographie

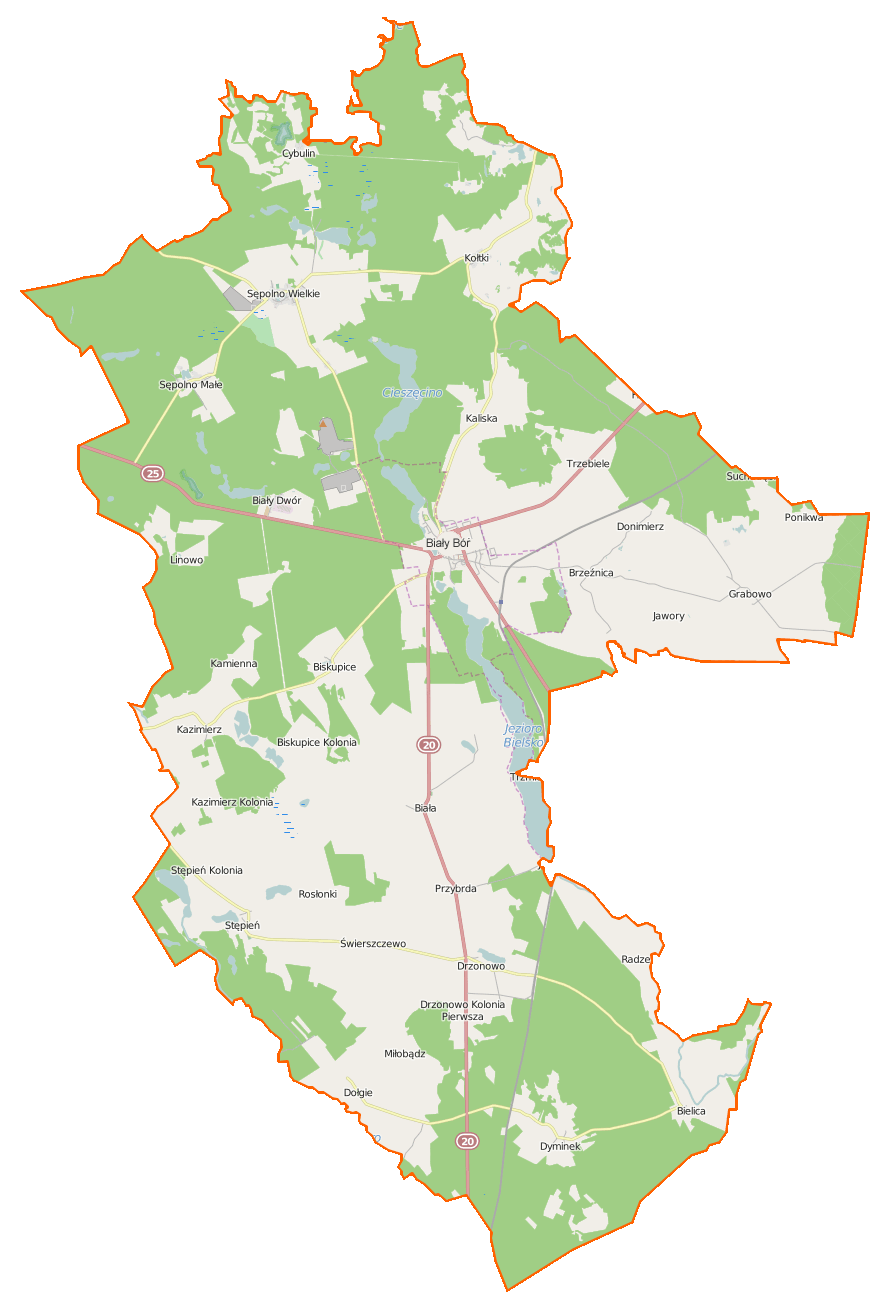
Carte de la gmina de Biały Bór.

## Histoire
De 1742 à 1945, Klein Karzenburg fait partie de l'arrondissement de Rummelsburg-en-Poméranie dans le district de Köslin au sein de la province de Poméranie.